# Raspall de dents

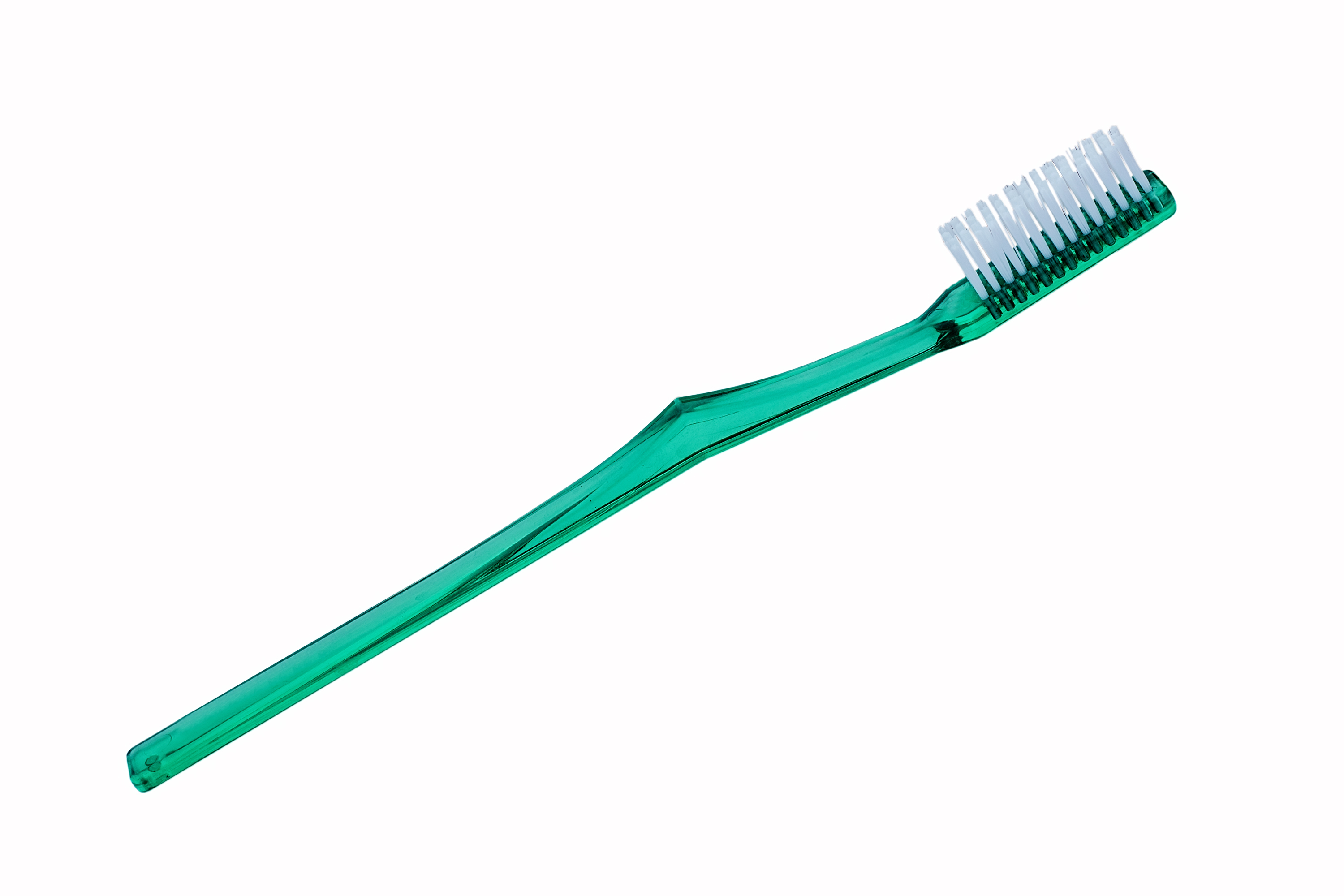
Un raspallet de les dents comú

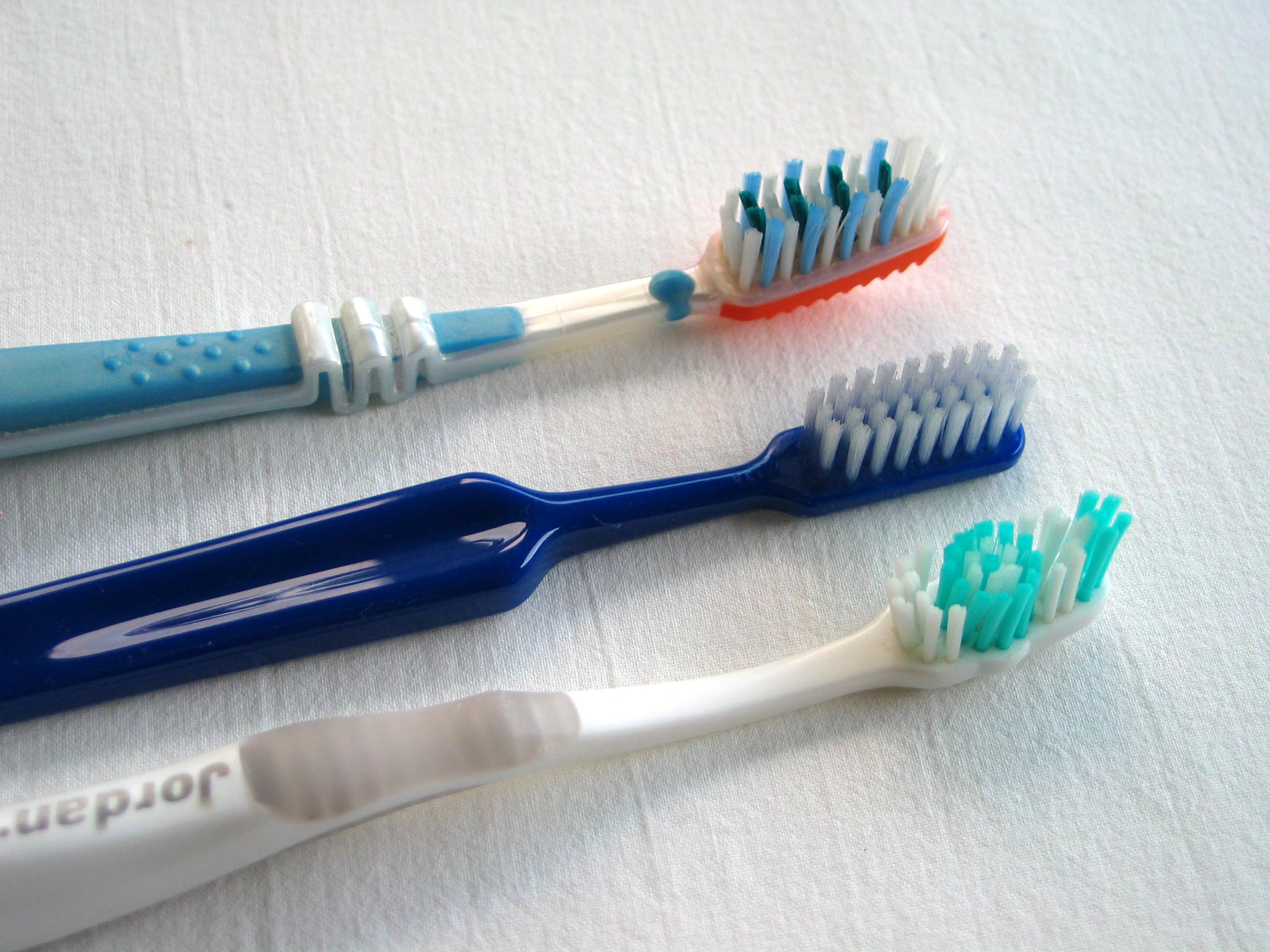
Raspalls de dents.

El raspall de dents o raspallet de les dents és una eina que serveix per a rentar-se les dents.
Segons l'Associació Dental Nord-americana, el primer raspallet de les dents fou creat el 1498 per un emperador xinès que va posar cordes de porc en un mànec gruixut. Els mercaders que visitaven la Xina van introduir el raspall entre els europeus però no van ser gaire comuns a Occident fins al segle xvii, ja que en aquells temps els europeus preferien raspalls de dents més tous confeccionats amb pèls de cavall. També era comú de rentar-se les dents després d'haver menjat amb una ploma d'ocell o utilitzar escuradents de bronze o argent. Hi va haver, però, un mètode més antic de raspallar-se els queixals amb un tros de tela que s'utilitzava a Europa d'ençà del temps dels romans. De totes maneres, els raspallets no es van popularitzar en el món occidental fins al segle xix.

## Tècniques per a raspallar-se
Hi ha diverses tècniques de raspallar-se:
- Tècnica de Fones (rotació): És la tècnica més coneguda. Els fils del raspall es col·loquen contra la superfície de les dents. Les dents superiors s'han de raspallar fent girar el raspall cap amunt, de manera que els costats dels fils raspallin tant la geniva com les dents en un moviment arquejat. Les premolars i les molars es raspallen mitjançant un moviment de fregament sobre les seves superfícies.

- Tècnica de Bass: En aquesta tècnica el raspall es col·loca en un angle de 45° contra la unió de la dent amb la geniva, després es fa un moviment horitzontal per remoure la placa bacteriana. Per les cares internes de les incisives superiors i inferiors, es raspalla verticalment amb el raspall. La superfície de masticació les molars i premolars es raspallen mitjançant moviments de fregament cap endavant i endarrere.

- Mètode combinat: Combina les dues tècniques descrites anteriorment. Es realitza la tècnica de Bass i després s'escombren les genives i les dents utilitzant la tècnica rotacional.

- Tècnica de Stillman: Els fils del raspall s'inclinen en un angle de 45° dirigides a l'àpex de la dent; en fer-ho, s'ha de prendre cura que una part d'aquestes descansi en la geniva i una altra part en la dent. D'aquesta manera, es fa una pressió lleugera i es realitzen moviments vibratoris.

- Tècnica de Charters: La raspallada amb aquesta tècnica és útil per a netejar les àrees interproximals. Els fils del raspall es col·loquen a la vora de la geniva formant un angle de 45° i apuntant cap a la superfície oclusal. D'aquesta manera es realitzen moviments vibratoris en els espais interproximals. Raspallant les superfícies oclusals es pressionen els fils en els solcs i fissures i s'activa el raspall amb moviments de rotació sense canviar la posició de del cap dels fils. El raspall es col·loca verticalment durant la neteja de la cara lingual de les dents anteriors. Aquesta tècnica s'utilitza també al voltant dels aparells ortodòntics i quan està desapareixent el teixit interproximal, però no és recomanable quan són presents les papil·les.

- Tècnica de Francesca: La raspallada amb aquesta tècnica consisteix a netejar les àrees visibles més que les amagades, com que no es noten, fregant-se cuitosament les papil·les. Aquesta és la manera més utilitzada en la neteja de dents, encara que els metges prefereixen utilitzar el mètode combinat.

### Recomanacions
Serien:
Esperar 20 minuts després de menjarSi es fa immediatament després de menjar és quan es té més acidesa. L'ideal és esperar com a mínim uns 20 minuts entre el final de l'àpat i el raspallat.
Glopejar enèrgicament amb aiguaAixò permet expulsar petits trossos de menjar que haguessin pogut quedar a la boca i entre les dents.
Fil dental, abans de raspallar-seS'ha de fer amb poc fil, lliscant entre les dents, però no no clavar la seda entre les dents (lesionaria les genives).
Amb poca pasta és suficientFer servir un pèsol de pasta en el cas dels nens, i per als adults entre un pèsol i un cigró.
Raspall elèctric o manual?Amb un raspall manual es pot aconseguir una higiene bucodental correctíssima.
Raspallar les dents amb moviments curtsComençar per un quadrant de la boca, sempre el mateix. Fer la part de fora, amb moviments curts de "com a molt dues dents en dues dents". Fer també moviments verticals, de la geniva al final de la dent, i després passar a la cara interior de les dents. Finalment, raspallar també la llengua. Uns dos minuts com a mínim.
Raspallar la part superior de la llenguaDe la part posterior cap endavant. Se sap que una causa important dels compostos volàtils de sofre, un component important del mal alè, es deu als bacteris que recobreixen la llengua (i que amb la neteja es redueixen).
El col·lutori és com un desodorantNo substitueix el raspallat.
No esbandir-se la bocaLa pasta de dents té uns ingredients que són beneficiosos per enfortir l'esmalt o mantenir a ratlla els bacteris, i esbandir-se amb aigua és equivalent a posar-se pomada a la pell i després rentar-se amb aigua.

## Història
Abans de la seva invenció, havia estat utilitzada una gran varietat de raspalls de dents. Aquestes tècniques antigues s'han pogut verificar per les diferents excavacions que s'han realitzat en diferents llocs del món i per trobar certs utensilis que abans s'utilitzaven. Els objectes que es van poder recuperar van ser els pals de mastegar, branques d'arbres, ossos d'animals i espines de porc espí.
Els primers registres que hi ha sobre la higiene dental daten d'al voltant de l'any 3000 aC. En les tombes egípcies s'han trobat branquetes en forma de llapis, les quals tenien en un dels extrems un tacte tou i fibrós per poder dur a terme una neteja dental. A aquests primers utensilis rudimentaris que servien per a la cura dental se'ls va denominar "pals o vares per mastegar", i es fabricaven a partir de branquetes dels arbres, picant uns dels seus extrems fins a estovar-los. Els extrems d'aquestes varetes es modelaven en forma de filaments perquè fossin aptes per a les genives, tenint més o menys la forma de l'escuradents. En l'actualitat, algunes tribus natives d'Àfrica i Austràlia encara utilitzen aquestes eines per a la seva cura dental.
Un altre exemple que hi ha sobre un utensili anterior al raspall de dents i que encara s'utilitza fins als nostres dies per poder obtenir una bona neteja dental és el miswak per part del món islàmic. El miswak s'obté d'una planta anomenada Arak, que també és coneguda com l’"arbre del raspall dental". S'utilitza mastegant-la fins a esfilagarsar-la, i a partir d'aquí s'obtenen grans plomalls que contenen fluor.
No obstant això, la creació i primera aparició del raspall de dents, s'atribueix als xinesos cap a l'any 1500, en el segle XV. Encara que es pensa que el raspall de dents pot ja haver estat des d'abans de l'any 1498, doncs al Japó ja caminava circulant aquest artefacte per a la cura de les dents. Un mestre zen japonès anomenat Dōgen, en viatjar a la Xina, "va veure a alguns monjos netejar les seves dents amb raspalls fets de pèls de cavall cosits a mànecs d'os de bou". La manera en la qual es fabricaven aquests raspalls era extraient manualment els pèls dels colls del senglar dels climes freds de Sibèria i la Xina, ja que en viure aquests animals en baixes temperatures el seu pelatge es tornava dur i creixia amb major consistència. En extreure els pèls dels colls del senglar, es cosien a mànecs fets d'ossos o de bambú. Temps després es van començar a crear altres raspalls dentals, utilitzant pelatges d'animals diferents com el del porc, del cavall i de teixó i al mateix temps, s'utilitzaven també diferents mànecs fets d'ivori i de fusta.
Més tard, l'any 1600, és introduït el raspall de dents a Europa, per part dels mercaders anglesos que van viatjar a la Xina, més o menys quan ja estava acabant el Renaixement. No obstant això, en aquells temps els europeus no van rebre amb molt bon grat aquest utensili, perquè consideraven que els pèls que s'empraven eren d'una duresa excessiva, que al moment de raspallar les dents, els causava irritació i els causaven molèsties en les genives. D'altra banda, en arribar el raspall de dents a Europa, no s'utilitzava amb tanta freqüència a causa que no tots estaven acostumats a una bona neteja dental i preferien utilitzar altres mètodes per a la neteja de les dents que ja existien abans de l'aparició d'aquest utensili a Europa, com el cas dels escuradents fets amb plomes d'oques o de metall com a or o plata. Una vegada introduït el raspall de dents a Europa, aquest no va arribar a tenir moltes modificacions després, sinó que solament es canviaven els pèls de senglar per crineres de cavall per obtenir millors resultats. A més de que aquest utensili no podia ser accessible per a tots, doncs solament era per a reis i persones de l'elit pel seu elevat cost, com ocorria en la cort francesa a Versalles, a causa que molts dels raspalls estaven fets amb mànecs d'ivori i els pèls estaven elaborats amb crineres de cavall.
Malgrat la introducció del raspall de dents dels xinesos a Europa i amb la gran fabricació massiva que va arribar a tenir, com va ser el cas dels raspalls de Williams Addis, aquest no va arribar a tenir bona reputació, a causa que en 1723 es va descobrir que l'ús de les crineres de cavall podia generar malalties bucals per certs bacteris. Aquest descobriment ho va fer Pierre Fauchard, que a més va proposar una tècnica per a la cura de les dents que és: "fregar diàriament les dents amb esponges naturals". Temps després, en el segle xix, igual que Fauchard, Pasteur va donar a conèixer una teoria dels gèrmens que van haver de comprovar els odontòlegs, ja que com els raspalls estaven fets amb pèls d'animals, es generaven bacteris i alguns fongs per quedar-se humits després d'utilitzar-se. Per evitar això, es va recomanar esterilitzar el raspall posant-ho a bullir en aigua calenta. Però malgrat prendre aquesta mesura, els pèls s'estoven i amb l'ús es van desprenent
Però no va ser fins a en els primers inicis del segle xx, per l'any de 1930, que aparegués la invenció del niló per part de Wallace H. Carothers, que molt aviat substituiria a els pèls d'animals per aquest nou invent. Ja que el niló, a diferència de els pèls d'animals que normalment s'empraven, és més resistent, flexible i dona un millor raspallat, evitant la contaminació per bacteris i fent que el raspall s'assequi més ràpid. Així mateix, els pèls de niló es queden millor adherides al mànec del raspall, evitant despreniments al moment d'utilitzar-ho. Va ser llavors quan en 1938 va aparèixer el primer raspall de dents semblat al dels nostres dies, sota el nom de "raspall miracle", el qual donava una bona higiene, però malgrat ser popular i millorat tenia el problema que els seus pèls eren durs al contacte i que fins i tot van arribar a fer mal una mica les genives per la qual cosa els dentistes no ho van recomanar molt.
Encara que no va ser perfecte del tot aquest nou raspall de dents, amb el temps es van perfeccionar els pèls de niló perquè s'adequassin a les necessitats de la societat. Va ser llavors quan en 1950 va aparèixer el raspall dental "Park Avenue" de Dupont, que va millorar els pèls fent-les més suaus, facilitant la neteja de les dents sense molèsties, i fent-ho més barat i accessible.

## Higiene
- No es recomana compartir els raspalls de dents amb altres persones, ja que, a més de les preocupacions generals d'higiene, hi ha un risc de transmissió de malalties que són típicament transmissible per la sang, com la hepatitis C[19] i el VIH.
- Després d'usar-lo, és recomanable esbandir-lo amb aigua, sacsejar-lo i deixar que s'assequi a l'aire.
- Si els filaments del raspall de dents estan doblegades i desgastades poden disminuir l'eficàcia del raspallat. Per tant, es recomana canviar el raspall de dents per un de nou quan els pèls semblin estar desgastats (aproximadament després de 6 a 16 setmanes).